# Doktor Strange (2016.)
Doktor Strange (eng. Doctor Strange) film je iz 2016. godine koji je režirao i napisao Scott Derrickson. Baziran je prema istoimenu liku iz stripa Marvel Comics, film je producirao Marvel Studios, a distribuirao Walt Disney Studios Motion Pictures. Ovo je četrnaesti film u Marvel Cinematic Universeu.
Nekoliko filmova temeljenih na Doktoru Strangeu u izradi su bili od sredine osamdesetih sve dok 2005. godine Paramount Pictures nije kupio filmska prava u ime Marvel Studija. U lipnju 2010. godine Thomas Dean Donnelly i Joshua Oppenheimer pozvani su da napišu scenarij za film. U lipnju 2014. godine Derrickson je najavljen kao režiser. Cumberbatch je najavljen u glavnoj ulozi u prosincu 2014. godine, a otprilike u isto vrijeme objavljeno je da će Spaihts prepisati scenarij koji su kasnije preradili Derrickson i Cargill.

## Radnja filma
Briljantni, ali arogantni i umišljeni kirurg dr. Stephen Strange (Benedict Cumberbatch) doživljava prometnu nesreću, nakon koje više ne može obavljati svoj posao, jer mu stradavaju živci na šakama. U očaju, pokušava pronaći naći izlječenja svojih ruku, ali sve završava neuspjehom. Razočaran i frustriran zbog toga što ne može više obavljati svoj liječnički posao, pada u depresiju i gura od sebe bliske ljude, osobito svoju kolegicu i bivšu djevojku dr. Christine Palmer (Rachel McAdams). Budući da mu medicina ne može pomoći, prisiljen je potražiti alternativnu pomoć te odlazi na putovanje u Nepal, gdje tumara ulicama Katmandua, tražeći tajanstveno mjesto Kamar-Taj, gdje mu navodno mogu pomoći izliječiti ozljede na rukama. Jedan od čarobnjaka iz Kamar-Taj, Karl Mordo (Chiwetel Ejiofor) primjetio ga je i pratio te ga spašava od napada na ulici i odovdi u Kamar-Taj gdje dr. Strange upoznaje Drevnu (Tilda Swinton), mistikinju i čarobnicu koja ga uvodi u mistične tajne i podučava drevnoj vještini magije uz pomoć koje njen red štiti svijet od zla. Jedan od onih koji pokušavaju uništiti svijet je i Drevnin bivši učenik Kaecelius (Mads Mikkelsen) koji je s grupom svojih sljedbenika sklopio savez s iskonskim zlom, entitetom Dormammuom iz Mračne dimnezije.
Doktor Strange pokazuje zavidnu razinu sposobnosti usvajanja mističnih znanja i vještina te ubrazno napreduje u učenju. Sprijateljuje se s knjižničarom u Kamar-Taju, Wongom (Benedict Wong) od kojeg krade knjige napredne magije te doznaje što je naumio Kaecelius. Međutim, nađe se u dvojbi, jer još sebično želi samo izlječenje svojih ruku i odbija sudjelovati s ostalim čarobnjacima u borbi protiv zlih protivnika. No, kada dođe do napada na tri Utočišta, u Londonu, New Yorku i Hong Kongu, Strange se odluči suprotstaviti Kaeceliusu i Dormammuou te staje, nakon smrti Drevne, na čelo mistične zajednice čarobnjaka. Opremljen čarobnim plaštem i Agamottovim okom, čiji glavni dio zapravo predstavlja kamen vremena, jedan od kamenova beskonačnosti, Doktor Strange kreće zajedno s Wongom i Mordom u borbu za spas čovječanstva.

## Likovi
- Benedict Cumberbatch kao dr. Stephen Strange/Doktor Strange, poznati neurokirurg koji nakon prometne nesreće otkriva svijet magije i alternativnih dimenzija. Strange također posjeduje Levitacijski plašt, koji mu omogućuje da leti, i Agamottovo oko, snažan artefakt sposoban "manipulirati vjerojatnostima i vremenom".
- Chiwetel Ejiofor kao Mordo, stari student Drevne sa Strangeom. Za razliku od stripova, lik nije potpuno zao te je sjedinjenje nekoliko likova iz svemira Doctor Strangea.
- Rachel McAdams kao Christine Palmer, Strangeova kolegica, kirurg
- Benedict Wong kao Wong, jedan od majstora mistične umjetnosti, zadužen za zaštitu najvažnijih relikvija Kamar-Taja.
- Michael Stuhlbarg kao Nicodemus West, suparnički kirurg Strangea.
- Benjamin Bratt kao Jonathan Pangborn, paraplegičar koji pomaže Strangeu na njegovom iscjeljujućem putovanju.
- Scott Adkins kao Lucius, Kaeciliusov fanatik vješt u borilačkim vještinama.
- Mads Mikkelsen kao Kaecelius, majstor mistične umjetnosti koji se odluči odmaknuti od Drevnog.
- Tilda Swinton kao Drevna, keltska mistikinja koja postaje Strangeov mentor.

Cumberbatch je također posudio svoje tijelo kao referencu za snimanje pokreta entiteta Dormammu, u cijelosti stvorenog u CGI-u. Dok Dormammuov glas je interpretiran od engleskog glumca čije ime nije otkriveno.
- Chris Hemsworth reprizira svoju ulogu Thora iz prethodnih MCU filmova u sceni srednje špice. Osim toga, Linda Louise Duan pojavljuje se kao Tina Minoru, iako ime lika nije izraženo u filmu

## Glazba
U svibnju 2016. skladatelj Michael Giacchino najavio je da će skladati glazbu za film. Soundtrack je snimljen u Abbey Road Studijima. Soundtrack je digitalno objavljen 21. listopada 2016. i 18. studenoga 2016. na fizičkim medijima od strane Hollywood Recordsa. Derrickson je želio uključiti u film pjesmu Pink Floyda Interstellar Overdrive iz 1967.

## Promocija
Prvi trailer za film premijerno je prikazan 12. travnja 2016. u emisiji Jimmy Kimmel Live!, ubrzo nakon emisije objavljen je na internetu. Drugi trailer premijerno je prikazan na Comic-Con Internationalu u San Diegu 23. srpnja 2016. godine, a ubrzo nakon toga objavljen je na internetu.

## Distribucija
Svjetska premijera filma Doctor Strange održana je 13. listopada 2016. u Hong Kongu, a kasnije je predstavljena u kineskom kazalištu TLC u Hollywoodu 20. listopada 2016. Doctor Strange objavljen je 4. studenoga 2016. u Sjedinjenim Američkim Državama, u 3D i IMAX formatu, dok u Hrvatskoj premijera filma se održalaq dan ranije. Prvotno film je bio predviđen za 8. srpnja 2016.

## Kritike
Internetska stranica recenzija Rotten Tomatoes izvijestila je o ocjeni odobravanja od 89%, s prosječnom ocjenom 7,3/10, na temelju 386 recenzija. Kritički konsenzus stranice glasi: "Doktor Strange umjetnički balansira svoj outré izvorni materijal s ograničenjima blockbustera MCU-a, isporučujući potpuno zabavnu priču o podrijetlu superheroja." Na stranici Metacritic, film ima ocjenu 72 od ukupno 72 bodova. 100, na temelju recenzija 49 kritičara, što ukazuje na "općenito povoljne kritike". Publika koju je anketirao CinemaScore dala je filmu prosječnu ocjenu "A" na ljestvici od A+ do F, dok je PostTrak izvijestio da su gledatelji filma dali 91% ukupnih pozitivnih ocjena i 73% "definitivna preporuka".
Todd McCarthy iz Hollywood Reportera nazvao je Doktora Strangea "zanimljivim, s pametnim glumcima i sporadično zadivljujućim dodatkom" franšizi, dodajući da je "ovaj akcijski film koji je navodno ukorijenjen u načelima istočnjačkog misticizma koji širi um dovoljno drugačiji da uspostavi čvrstu nišu pored etablirani strojeva za novac u blockbusterskom kombinatu." McCarthy je, osim što je hvalio glumu, smatrao da postoje određene sekvence koje "nadilaze [Početak] u vizualnom spektaklu" i da su sekvence manipulacije vremenom, "koje se vide u izvanrednoj prednosti u 3D-u, [bile ono što] um-trip- traženje publike u danima nastanka Doktora Strangea bi nazvali 'nedohvatno', ali današnji obožavatelji jednostavno će ih smatrati 'nevjerojatnim'." Peter Debruge iz časopisa Variety nazvao je film "Marvelovim najzadovoljnijim doprinosom od Spider-Man 2" i napisao je da unatoč tome što ima "isti izgled, dojam i otmjeni korporativni sjaj" kao i ostali filmovi MCU-a, "pohvali se temeljnom originalnošću i svježinom koja nedostaje u posljednje vrijeme sve intenzivnijem carstvu stripova". Debruge je također pohvalio glumačku postavu zajedno s mnoštvom vizualnih efekata koje je film uspio postići. Alonso Duralde, recenzirajući za TheWrap, rekao je: "Istina, Doktor Strange je priča o podrijetlu heroja i povremeno je omeđena narativnim zahtjevima žanra, ali dovoljno je pametan da dovede sjajne britanske glumce kako bi predvidljivi tempo i životne lekcije bile svježe i fascinantne." Što se tiče vizuala filma, Duralde ih je pohvalio, uzvikujući: "U godini u kojoj su napuhane, prazne naočale izazvale ogromnu razinu umora od CG-a, ova nas smiješna, otkačena avantura podsjeća na to koliko VFX može biti učinkovit kada ima malo mašte iza sebe." Manohla Dargis iz novina New York Times rekla je: "Vrtoglavo ugodan Doktor Strange... dio je Marvelove strategije za dominaciju svijetom, ali je također tako vizualno zadivljujući, tako lijep i okretan da možete čak nakratko zaboraviti brand." Justin Chang iz Los Angeles Times rekao je: "Unutar poznatih narativnih kontura priče o podrijetlu, scenarist i redatelj Scott Derrickson trpa u dovoljno izvantjelesnih iskustava, prostorno-vremenskih smicalica i blistavo kaleidoskopskih vizuala da se zapitate jesu li on i njegovi su-scenari... uzimali droge iza scene."
S druge strane, Angelica Jade Bastién, koja je pisala za RogerEbert.com, rekla je: "Uz sve svoje čudesne efekte izgradnje svijeta i tripovanja, Doktor Strange nije evolucijski korak naprijed za Marvel koji bi trebao biti što se tiče pripovijedanja. Ispod svega njegova poboljšanja, temeljni narativ je nešto što smo vidjeli nebrojeno puta." Mara Reinstein iz US Weeklyja nazvala je film "bez radosti" i napisala: "Unatoč privlačnim moćima [Benedicta Cumberbatcha], on ne može spasiti pretjerano zamršenu film koji se oslanja na galaksiju izvedenih 3-D trikova sa specijalnim efektima... Ovdje se nitko previše ne zabavlja – osim doktorovog plašta levitacije koji ima svoju đavolsku osobnost i može ga izvući iz zastrašujućih situacija." Rex Reed iz New York Observera nazvao je Doktora Strangea "nezgrapnom klišejem prožetom mješavinom napete mašte i bizarne stvarnosti" i rekao: "Ništa od toga nema smisla... Za karakterizaciju, dijalog, narativni luk, prihvatljivu glumu i koherentnost, idi drugamo." Adam Gr aham iz The Detroit Newsa rekao je: "Cumberbatch je divlje karizmatičan u glavnoj ulozi... Ali stvar je u tome: on je bolji gost zabave nego što je domaćin. Doktor Strange je dobar uvod, ali na kraju niste tužni što ste krenuli prema vratima."

## Nastavak
U travnju 2016. godine Cargill je otkrio da su neke od ideja koje su on i Derrickson predložili za film smatrane previše "ekstravagantnima" da bi se uklopile u priču o podrijetlu i da su povučene za moguće nastavke. U listopadu 2016. godine Derrickson je izjavio da ima ideje za nastavak. Cumberbatch je također potvrdio da se prijavio na više od jednog filma usmjerenog na Strange. U prosincu objavljeno je da će Derrickson režirati nastavak filma Doctor Strangea, s Benedictom Cumberbatchem i Benedictom Wongom koji su ponovili svoje uloge.
Film pod nazivom Doktor Strange u Multiverzumu Ludila bit će objavljen 4. svibnja 2022.  i bit će prvi horor film MCU-a, a Elizabeth Olsen će ponoviti svoju ulogu Wande Maximoff / Scarlet iz prethodnih filmova. U travnju 2020. godine Sam Raimi najavio je da će režirati film. Snimanje je započelo u studenom 2020. u Londonu, a završilo u travnju 2021.

## Vanjske poveznice
- Službena stranica marvel.com
- Doctor Strange u internetskoj bazi filmova IMDb-a
- Doctor Strange na Box Office Mojo